# Leopold Kielholz
Leopold Kielholz, noto anche come Poldi Kielholz (Basilea, 9 giugno 1911 – Zurigo, 4 giugno 1980), è stato un calciatore e allenatore di calcio svizzero, di ruolo attaccante.

## Carriera
Vinse il campionato svizzero nel 1933 e nel 1934 con il Servette; nel secondo anno si laureò anche capocannoniere della competizione con 40 reti.

## Palmarès

### Giocatore

#### Club
- Campionato svizzero: 1

Servette: 1933-1934

#### Individuale
- Capocannoniere del Campionato svizzero: 1

1933-1934 (40 reti)
- Capocannoniere della Coppa Internazionale: 1

1933-1935 (7 gol)
- Curiosità

Giocava con gli occhiali da vista